# Pawonków
Pour les articles homonymes, voir Pawonków (homonymie).
Pawonków est un village polonais de la voïvodie de Silésie et du powiat de Lubliniec. Il est le siège de la gmina de Pawonków.

## Histoire
De 1743 à 1922, Pawonkau fait partie de l'arrondissement de Lublinitz dans le district d'Oppeln au sein de la province de Silésie.